# Francis Polkinghorne Pascoe
Francis Polkinghorne Pascoe (1 de setembro de 1813 - 20 de junho de 1893) foi um entomologista inglês interessado principalmente em besouros.

## Biografia
Ele nasceu em Penzance, Cornwall e estudou no St. Bartholomew's Hospital, em Londres. Eleito cirurgião da Marinha, serviu nas estações da Austrália, Índias Ocidentais e Mediterrâneo. Ele se casou com a Srta. Mary Glasson da Cornualha e se estabeleceu em Trewhiddle perto de St Austell, onde a propriedade de sua esposa produzia argila chinesa. Viúvo em 1851, ele se estabeleceu em Londres dedicando-se à história natural e à entomologia em particular. Os resultados das viagens de coleta para a Europa, Norte da África e Baixo Amazonas foram ruins e Pascoe trabalhou principalmente em insetos coletados por terceiros. Seus papéis entomológicos listaram e descreveram espécies coletadas por Alfred Russel Wallace (em Longicornia Malayana ), Robert Templeton e outros colecionadores assíduos, mas não escritores prolíficos sobre entomologia sistemática. Ele se tornou um membro da Sociedade Entomológica em 1854, foi presidente de 1864 a 1865, um membro da Société Entomologique de France e pertencia às Sociedades Belga e Stettin. Ele também foi membro da Linnean Society (eleito em 1852) e fez parte do Conselho da Ray Society. Seus 2.500 tipos estão no Museu de História Natural de Londres.

## Evolução
Pascoe aceitava o fato da evolução, mas era um oponente da seleção natural. O livro de Pascoe de 1890, A Teoria Darwiniana da Origem das Espécies, foi um ataque à seleção natural. Ele recebeu uma longa revisão no jornal Nature de Raphael Meldola, que discordou das críticas de Pascoe, mas observou que o trabalho deveria ser levado a sério, pois Pascoe era um entomologista sistemático respeitado.

## Obras
- 1858 On new genera and species of longicorn Coleoptera. Part III Trans. Entomol. Soc. London, (2)4:236–266.
- 1859 On some new genera and species of longicorn Coleoptera. Part IV.Trans.Entomol. Soc. London, (2)5:12–61.
- 1860 Notices of new or little-known genera and species of Coleoptera. J.Entomol., 1(1):36–64.
- 1860 Notices of new or little-known genera and species of Coleoptera, pt.II. J. Entomol., 1(2):98–131.
- 1862 Notices of new or little-known genera and species of Coleoptera. J.Entomol., 1:319–370.
- 1864–1869 Longicornia Malayana; or a descriptive catalogue of the species of the three longicorn families Lamiidae, Cerambycidae and Prionidae collected by Mr. A. R. Wallace in the Malay Archipelago. Trans.Entomol. Soc. London, (3)3:17-12.
- 1866 List of the Longicornia collected by the late Mr. P. Bouchard, at Santa Marta. Trans. Entomol. Soc. London, 5(3):279–296.
- 1867 Diagnostic characters of some new genera and species of Prionidae.Ann. Mag. Nat. Hist., (3)19:410–413
- 1875 Notes on Coleoptera, with descriptions of new genera and species. Part III. Ann. Mag. Nat. Hist., (4)15:59–73.
- 1884 Notes on Natural Selection and the Origin of Species. Taylor & Francis.
- 1885 List of British Vertebrate Animals. Taylor & Francis.
- 1890 The Darwinian Theory of the Origin of Species. Gurney & Jackson.